# Mario Aurelio Poli
Mario Aurelio Poli (Sinh 1947) là một Hồng y người Argentina của Giáo hội Công giáo Rôma. Ông từng đảm nhiệm chức vị Tổng giám mục Tổng giáo phận Buenos Aires, Đại diện Giáo hội Đông phương tại Argentina, Phó Chủ tịch Hội đồng Giám mục Argentina và Hồng y đẳng Linh mục Nhà thờ San Roberto Bellarmino. Ông kế nhiệm chức vị Tổng giám mục Buenos Aires sau khi vị tiền nhiệm là Hồng y Jorge Mario Bergoglio ở lại Vatican sau Mật nghị Hồng y 2013 vì đắc cử, trở thành Giáo hoàng Phanxicô.

## Thân thế và tu tập
Hồng y Poli sinh ngày 29 tháng 11 năm 1947 tại 	Buenos Aires, Argentina. Cậu bé Poli đã học tiểu học trong một trường học của tiểu bang, và học trung học tại trường giáo xứ San Pedro Apóstol. Cậu đã theo học các khoa luật và khoa học xã hội tại Đại học Buenos Aires, nơi cậu nhận được danh hiệu Licenziado en Servicio Social. Ở tuổi 22, chàng trai trẻ Poli bước vào chủng viện khu vực đô thị Buenos Aires và theo học triết học và thần học. Poli có bằng tiến sĩ thần học từ Đại học Công giáo Argentina.

## Linh mục
Sau quá trình tu học, ngày 25 tháng 11 năm 1978, ông được thụ phong chức vị linh mục bởi Hồng y Juan Carlos Aramburu, Tổng giám mục Tổng giáo phận Buenos Aires chủ sự. Tân linh mục cũng là thành viên linh mục đoàn của giáo phận này. Là linh mục, ông đã phục vụ trong các vai trò sau đây: linh mục phó giáo xứ San Cayetano (1978-1980); cấp trên tại chủng viện (1980-1987); giáo sĩ của Siervas del Espíritu Santo (1988-1991); trợ lý giáo sĩ của Hiệp hội nhà thờ Fraternidades y Agrupaciones Santo Tomás de Aquino (1988-1992); và giám đốc các ơn gọi của tổ chức tại "San José" (khóa học chuẩn bị tại Đại Chủng viện). Ông là thành viên của trường cao đẳng tư vấn và hội đồng giám mục. Từ năm 1980 ông đã dạy lịch sử giáo sĩ tại khoa thần học tại Đại học Công giáo Argentina.

## Giám mục
Ngày 8 tháng 2 năm 2002, Tòa Thánh chọn linh mục Mario Aurelio Poli làm Giám mục Hiệu tòa Abidda, Giám mục Phụ tá Tổng giáo phận Buenos Aires. Lễ tấn phong cho tân giám mục được cử hành sau đó vào ngày 20 tháng 4 cùng năm. Chủ phong là Hồng y Jorge Mario Bergoglio S.J., Tổng giám mục Buenos Aires. Bốn vị phụ phong gồm: Hồng y Juan Carlos Aramburu, Nguyên Tổng giám mục Buenos Aires; Giám mục Mario José Serra, Giám mục Phụ tá Buenos Aires; Giám mục Joaquín Mariano Sucunza, Giám mục Phụ tá Buenos Aires và một Giám mục Phụ tá khác của Giáo phận là Guillermo Rodríguez-Melgarejo. Tân giám mục chọn khẩu hiệu:Concédeme Señor un corazón que escuche. Ngày 24 tháng 6 năm 2008, Tòa Thánh chuyển ông làm Giám mục chính tòa Giáo phận Santa Rosa.

## Tổng giám mục, thăng Hồng y
Mật nghị Hồng y 2013, với chuyến viếng thăm "một đi không trở lại" của Hồng y Bergoglio, người đắc cử Giáo hoàng Phanxicô, Tổng giáo phận Buenos Aires trống tòa. Ngày 28 tháng 3, Giáo hoàng Phanxicô bổ nhiệm Giám mục Poli vào vị trí cũ của mình, tức Tổng giám mục chính tòa Buenos Aires. Tân tổng giám mục nhậm chức ngày 20 tháng cùng năm. Tiếp nối, ngày 4 tháng 5, Giáo hoàng lại chọn ông làm Đại diện Giáo hội phương Đông tại Argentina, cũng là chức vị cũ của Giáo hoàng.
Trong Công nghị đầu tiên của triều đại Giáo hoàng Phanxicô được cử hành ngày 22 tháng 2 năm 2014, Tổng giám mục Poli đã được vinh thăng tước vị Hồng y Nhà thờ San Roberto Bellarmino, trước đây là nhà thờ hiệu tòa của Hồng y Bergoglio, tức của Tân giáo hoàng và ông đã đến nhận nhà thờ hiệu tòa của mình ngay sau đó vào ngày 23 tháng 2.
Ông hiện là Phó chủ tịch đầu tiên của Hội đồng Giám mục Argentina. Ngoài ra, ông còn là thành viên của Uỷ ban Giáo hội Công giáo về Công giáo và của Ủy ban Giám mục về Chăm sóc Giáo lý và Mục vụ Kinh thánh. Ông tham dự Thượng hội Đồng Giám mục lần thứ XIV vào tháng 10 năm 2015.